# Звезда Индии (сапфир)

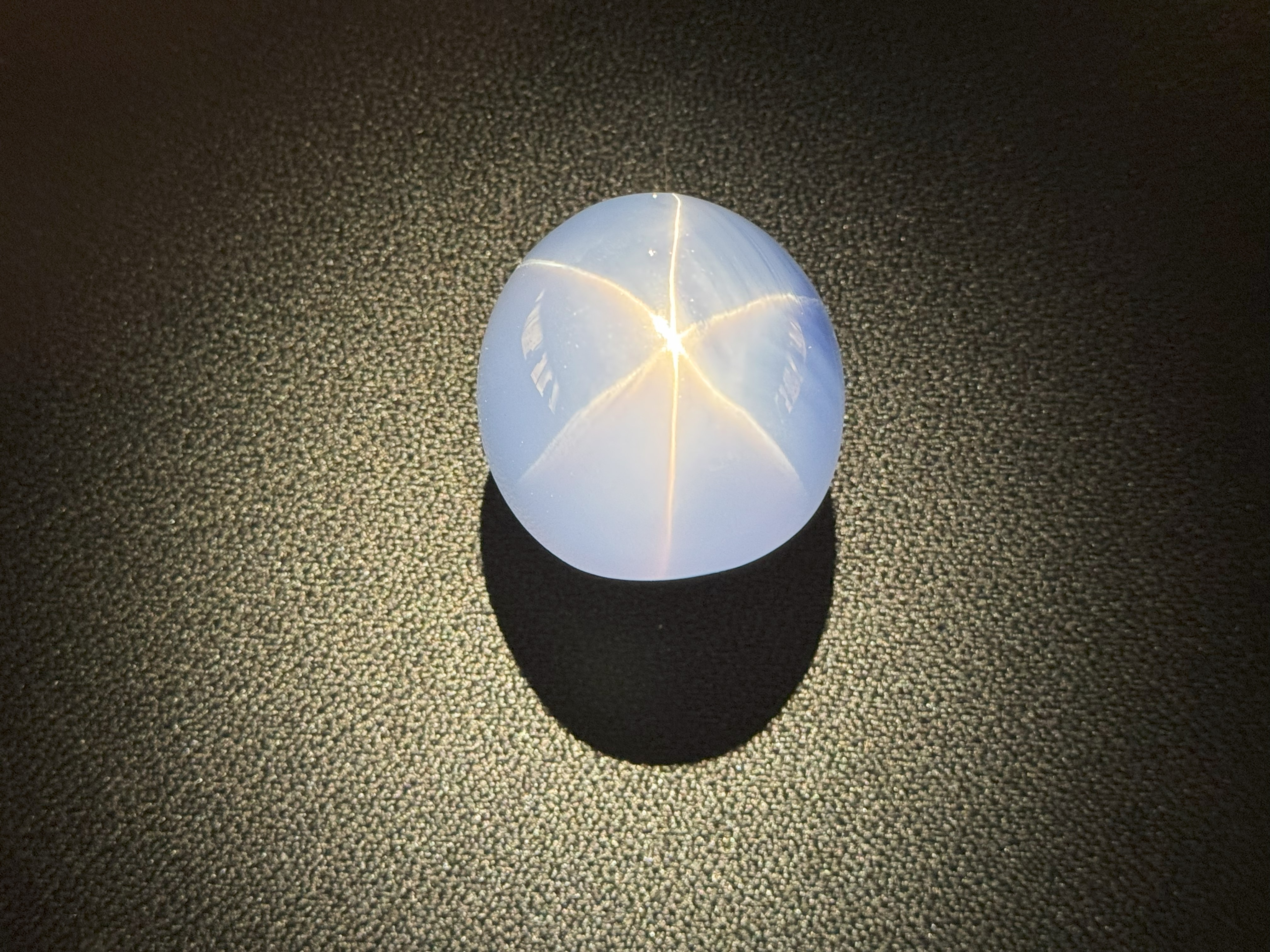
«Звезда Индии»

«Звезда Индии» (англ. Star of India) — сапфир массой в 563,35 карата (112,67 г), один из крупнейших в мире. Найден на Цейлоне, относится к типу «звездчатых сапфиров». Принадлежал американскому финансисту Дж. П. Моргану, затем был пожертвован им Американскому музею естественной истории, где в настоящее время представлен в экспозиции Зала камней и минералов.

## История
Минералог и эксперт по драгоценным камням ювелирной компании Tiffany & Co. Джордж Кунц (1856—1932) получил заказ от богатого американского финансиста Дж. П. Моргана (1837—1913) на приобретение коллекции драгоценных камней на Всемирной выставке в Париже в 1900 году. Среди драгоценностей, которые приобрел Кунц, была и «Звезда Индии» — голубой «звёздчатый сапфир» массой 563,35 карата.
Обстоятельства нахождения и имена предыдущих владельцев камня остались тайной; из записей Кунца, датированных 1913 годом, известно лишь, что он был найден на Цейлоне за 300 лет до этого и привезён в Европу британским офицером. Примерно в 1905 году ювелир Альберт Рэмси произвёл обработку камня и представил его в виде кабошона. Позднее владелец драгоценности Дж. П. Морган передал её в дар Американскому музею естественной истории.

## Кража
29 октября 1964 года множество хранящихся в выставочном зале драгоценностей, в том числе сапфир «Звезда Индии», ещё один сапфир «Полночная Звезда» (Midnight Star, 116,75 карата) и «рубин Делонга» (100,32 карата), исчезли. Были также похищены гравированный изумруд массой 88 карат, изумрудное «пасхальное яйцо» XVII века из России и несколько изумрудов поменьше; аквамарин массой 737 карат; бриллиант «Eagle» массой 15 карат и более сотни других редких бриллиантов.
Как позднее выяснилось, кражу со взломом спланировали и осуществили Джек Роланд Мёрфи (Jack Roland Murphy) и Аллан Дейл Кун (Allan Dale Kuhn). Ещё один человек, Роджер Фредерик Кларк (Roger Frederick Clark), дежурил в автомобиле у стен музея. Преступники по пожарной лестнице поднялись на четвёртый этаж и через приоткрытое окно пробрались в зал. С помощью стеклореза они вскрыли витрины, в которых хранились драгоценности, и побросали их в сумку, предварительно каждую завернув в салфетку. Единственным экспонатом под сигнализацией была «Звезда Индии», но севшая батарейка не позволила ей сработать.
Все трое были арестованы через два дня — Кларк в Нью-Йорке, Мерфи и Кун в Майами. Они начали сотрудничать со следствием, рассчитывая на смягчение приговора. «Звезду Индии» и «Полночную звезду», а также несколько крупных изумрудов изъяли из камеры хранения автобусного терминала в Майами. Рубин Делонга был возвращён за выкуп в 25 тыс. долларов после десятимесячных переговоров с неназванными людьми. Бриллианты, включая «Eagle», так и не были найдены. Преступники получили по три года тюрьмы и отбывали наказание в тюрьме Райкерс в Нью-Йорке.